# Gösta Redlig
Gösta Axel "Smyget" Redlig, född 14 februari 1909 i Stockholm, död 13 januari 1957 i Stockholm, var en svensk jazzmusiker (trumpet) och kapellmästare.

## Biografi
Efter smärre engagemang ingick han 1926–1930 i Curtz jazzorkester, som under Folke Anderssons ledning 1927 blev den nydanande Svenska Paramountorkestern.  Han ansågs på 1930-talet vara Sveriges ledande jazztrumpetare och ingick i Arne Hülphers' och Håkan von Eichwalds orkestrar. Under 1940-talet spelade han med Thore Ehrlings orkester i radio och folkparkerna och i flera revyorkestrar, även som kapellmästare.   

## Filmografi
- 1940 – Lillebror och jag - trumpetare i Arne Hülphers orkester